# Félix Rasumny
Felix Rasumny (Sebastopol, 20 april 1869 - Parijs, 1940) was een Russische en later Franse kunstenaar en juwelier, die vooral bekendheid kreeg als ontwerper van medailles, penningen, broches en tafeldecoraties in art-nouveau- en art-deco-stijl. Ook vervaardigde hij kleine bronzen beelden en schilderijen.

## Biografie
Félix was de zoon van J.M. Rasumni (Smela город Oekraïne (Rusland), 1834 - Parijs, 23 juni 1891).
Op jeugdige leeftijd vestigde hij zich in Parijs, waar hij de rest van zijn leven woonde en werkte. Hij studeerde aan de École nationale supérieure des arts décoratifs, zijn leermeesters waren Aimé Millet, Camille Gautier en Paulin Tasset. Sinds 1889 exposeerde Félix Rasumny zijn kunstwerken op de Salon des artistes français (lid van de Salon sinds 1907). Hij ontwierp talloze medailles, broches en sieraden in brons, zilver en goud die tot op de dag van vandaag worden aangeboden op belangrijke veilingen.
In 1911 won hij een zilveren medaille op de Parijse Wereldtentoonstelling en werd hij toegelaten als lid van de Société Nationale des Beaux-Arts. Veel van zijn ontwerpen, waaronder ook artistieke kalenders, werden vervaardigd en verkocht door La Maison Duseaux, Rue Pastorelle 29, Parijs.
In 1927 werden schilderijen van Rasumny geëxposeerd in het Palais des Marbres aan de Champs-Elysées.
Hij woonde in Parijs onder meer aan de Avenue Parmetier 121 (1896), de Rue des Pyrénées 367 (tot 1900, winkel?) en later in Rue Pastourelle 29 (winkel van Duseaux). In 1901 woonden op Rue des Pyramides 367 Mme Mérel Blanchis, Nicolas, contrôleur contributionsdirecte en Félix Rasumny graveur de médailles.

## Oeuvre
- Gietijzeren bas-reliëf ter ere van de opening van Pont Alexandre-III, die te zien was op de Parijse Wereldtentoonstelling van 1900.
- Bronzen beelden: Garçon avec des bottes (1900), Traire de vache, Gadalka, Homme qui boit.

Het aantal medailles en sieraden is zo groot dat zij overal in collecties van musea  en op veilingen te vinden zijn, enkele topstukken:
- Zilveren medaille ter herdenking van de 100ste verjaardag van het ministerie van Buitenlandse Zaken van Rusland (uitgebracht in 1902 bij de Parijse Munt).
- Zilveren munt van Frankrijk voor 10 frank (1929).
- Herdenkingsmedaille ter ere van de Parijse Wereldtentoonstelling van 1937.
- Medaille van de Orde van Verdienste van Adolf van Nassau.

Op latere leeftijd maakte en verkocht hij ook schilderijen:
- Voilier sur le quai d un port (olieverf op karton, 36 x 31 cm).
- Au bord du canal (olieverf op canvas, 61 x 50 cm).
- Le rivage (olieverf op paneel, 35 x 33 cm).
- Paysage de borde mère (olieverf op karton, 35 x 33 cm).
- Arbre en fleurs dans la baie de la mer (olieverf op board, 35 x 33 cm).

## Afbeeldingen

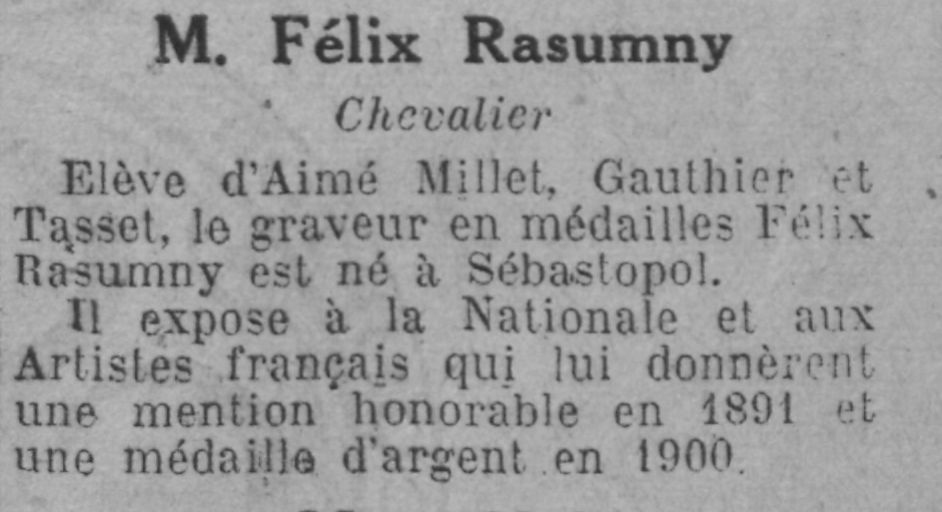
onderscheiden tot van het legion d'honneur, 14-07-1933
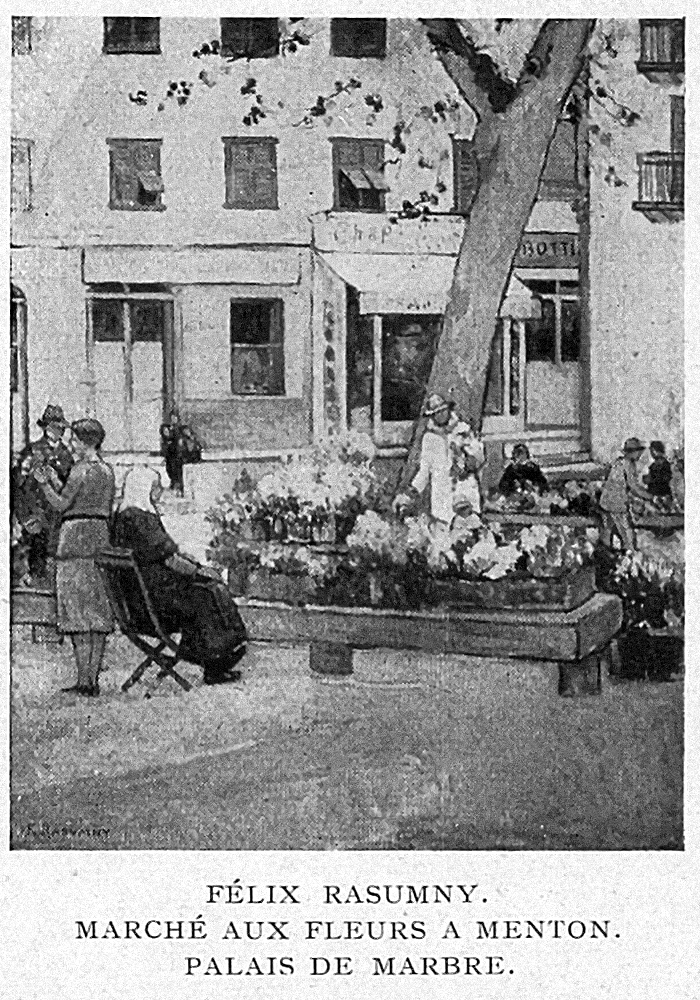
Marché aux Fleurs, 1927
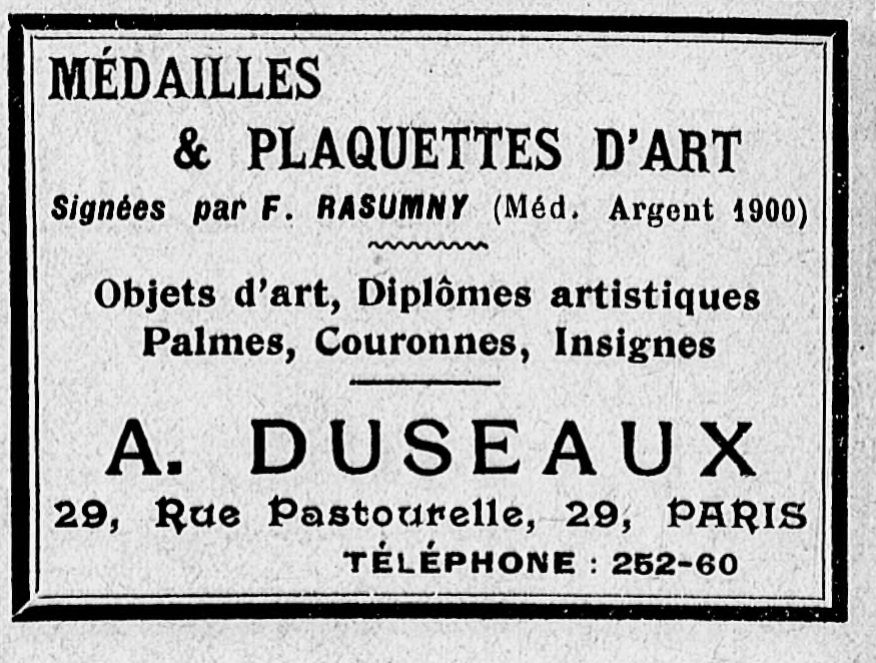
Duseaux
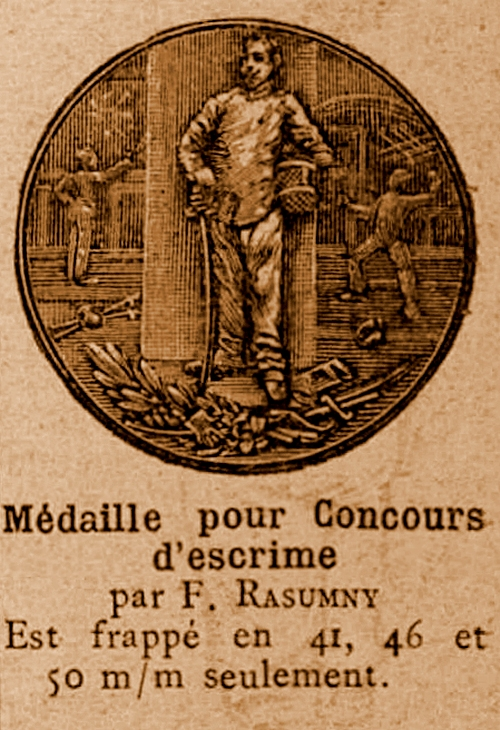
medaille schermtoernooi, 1906
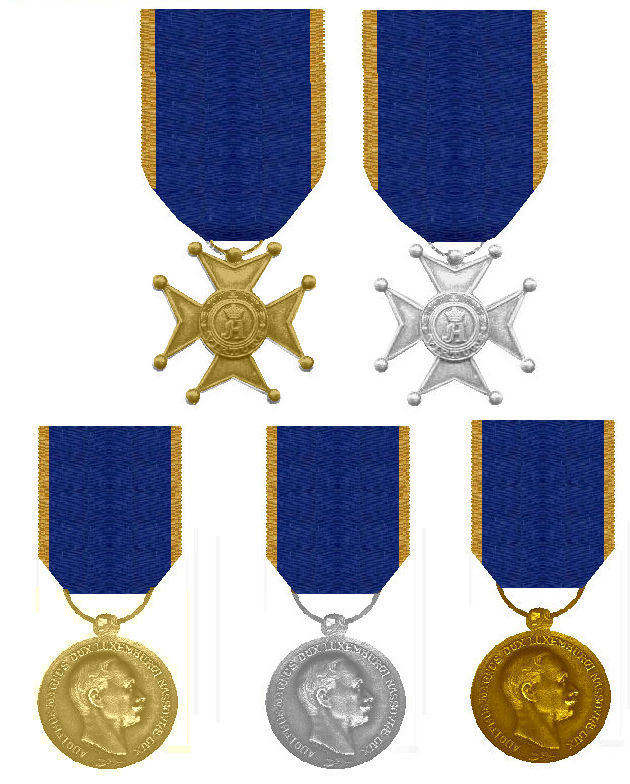
Orde van Adolf van Nassau Kruisen en Medailles
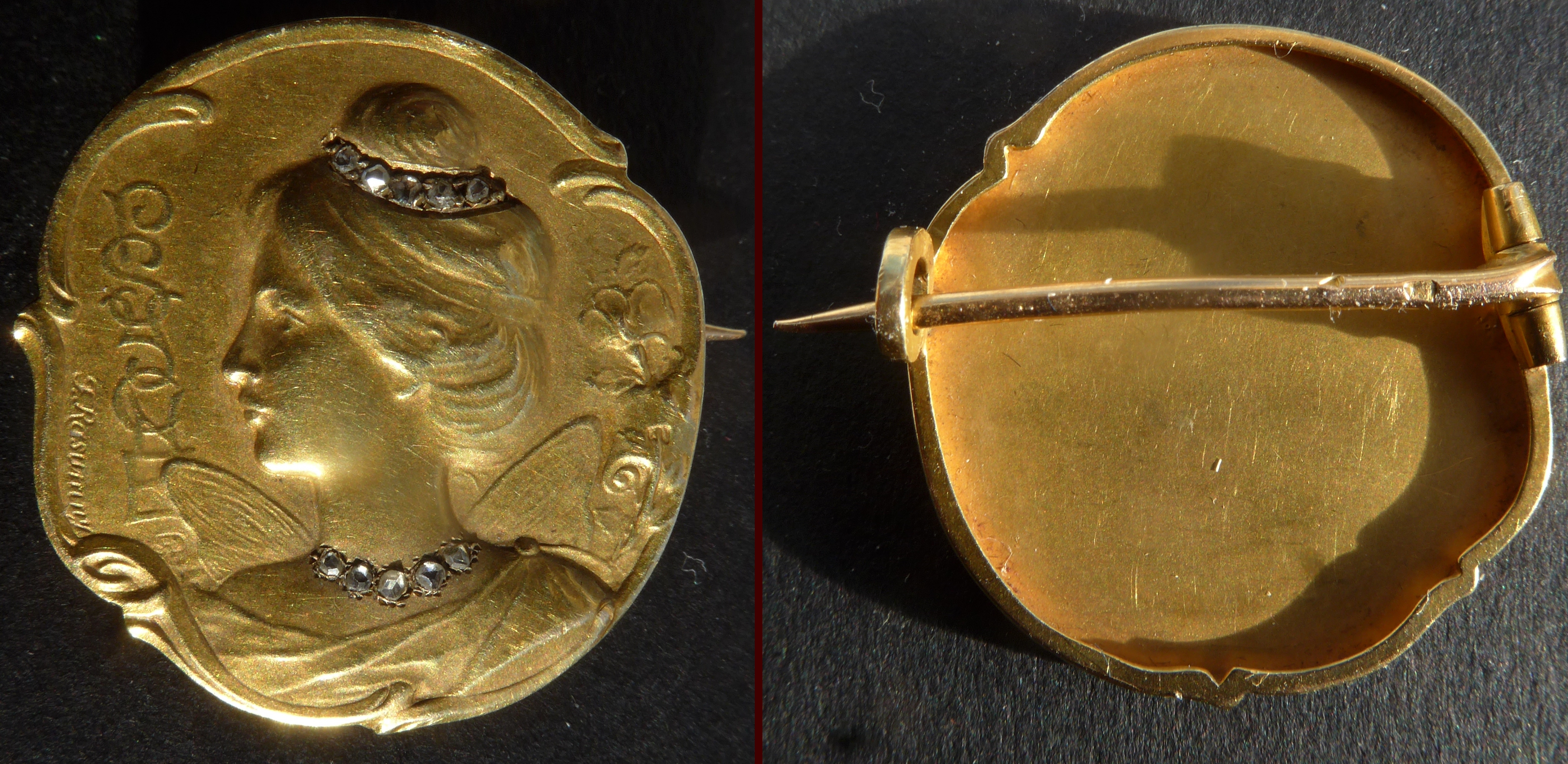
Broche, 18 karaat goud, roosgeslepen diamanten
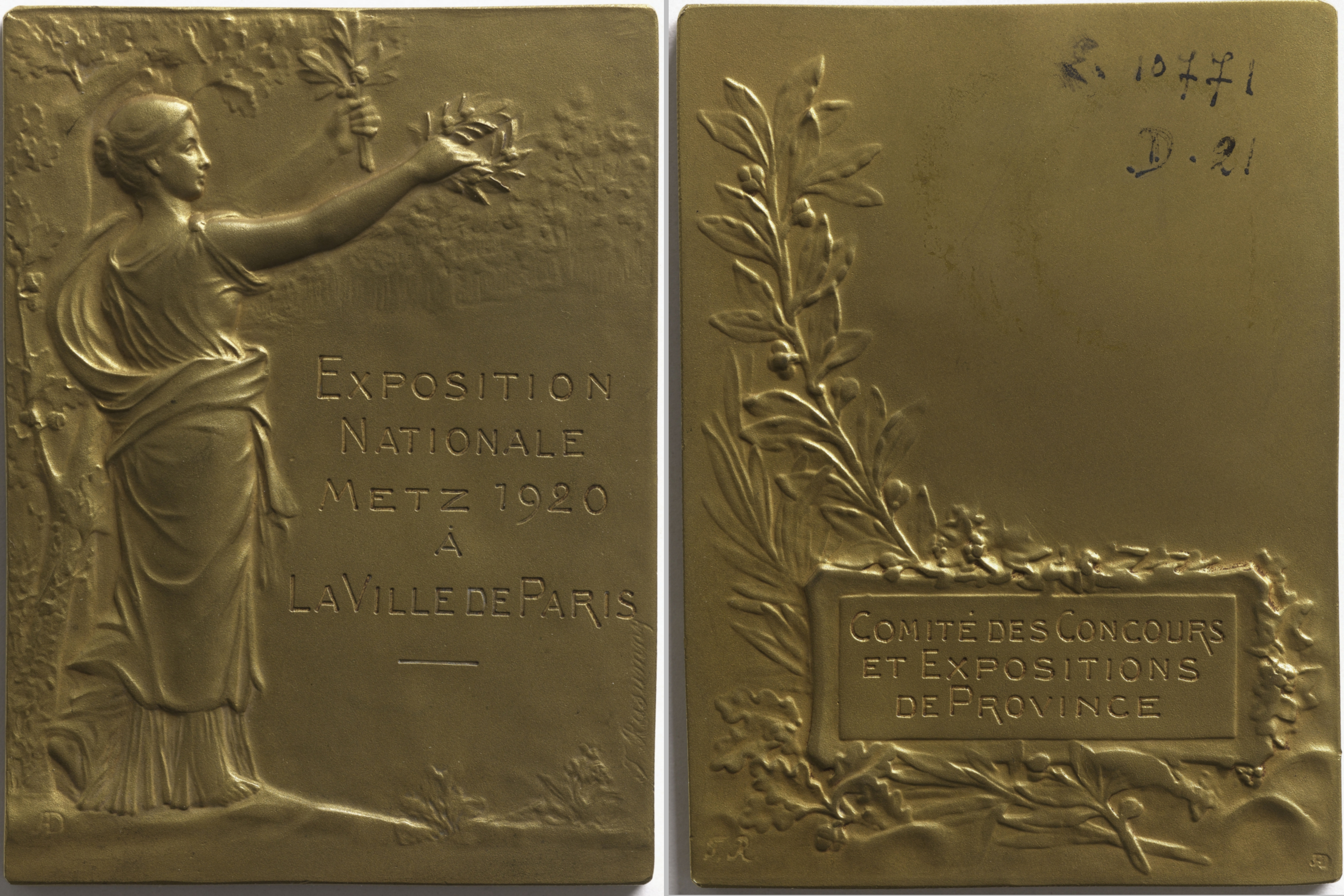
Expositie Metz paris musees
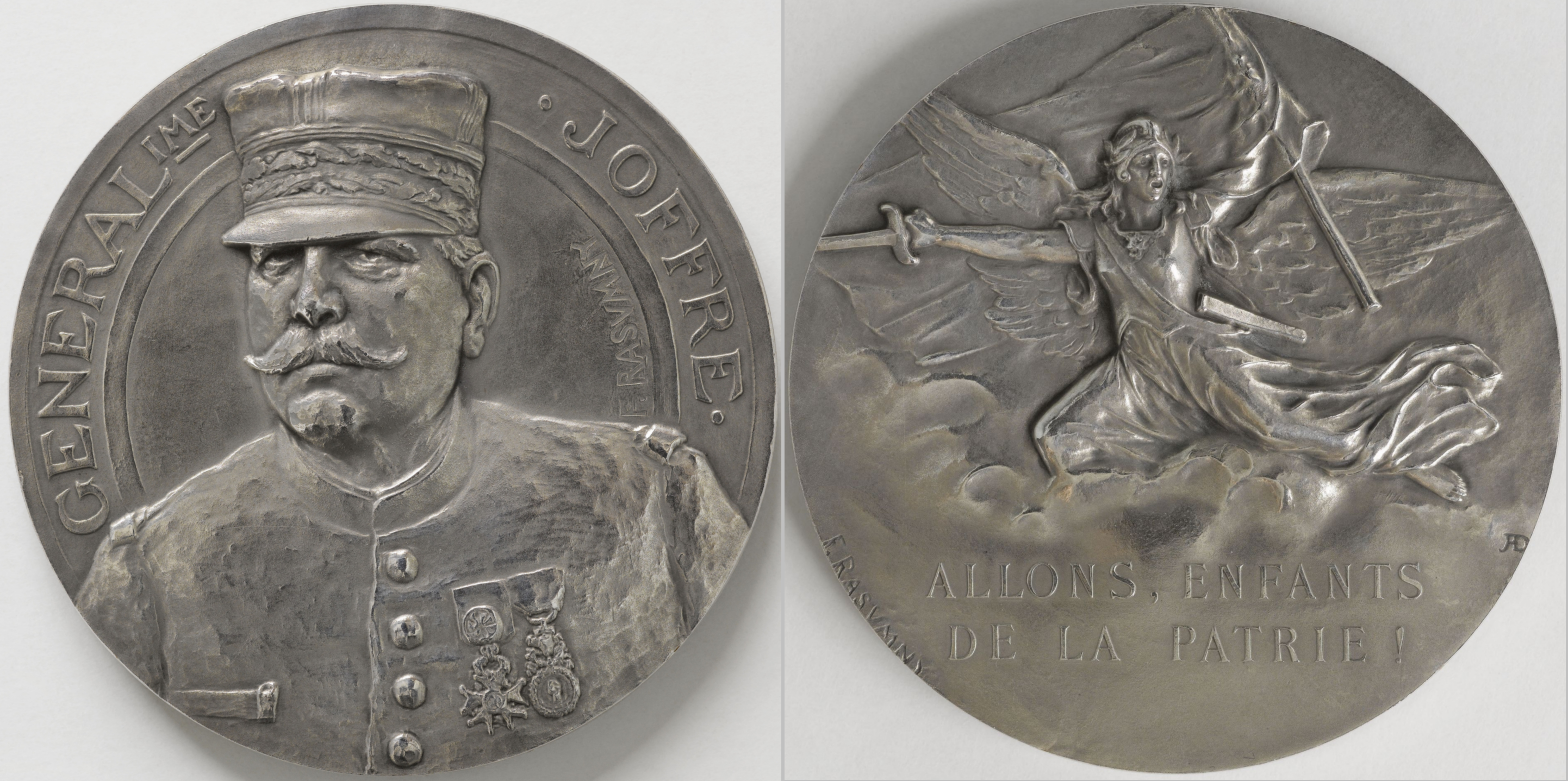
Marechal Joseph Joffre (1852-1931) 1915
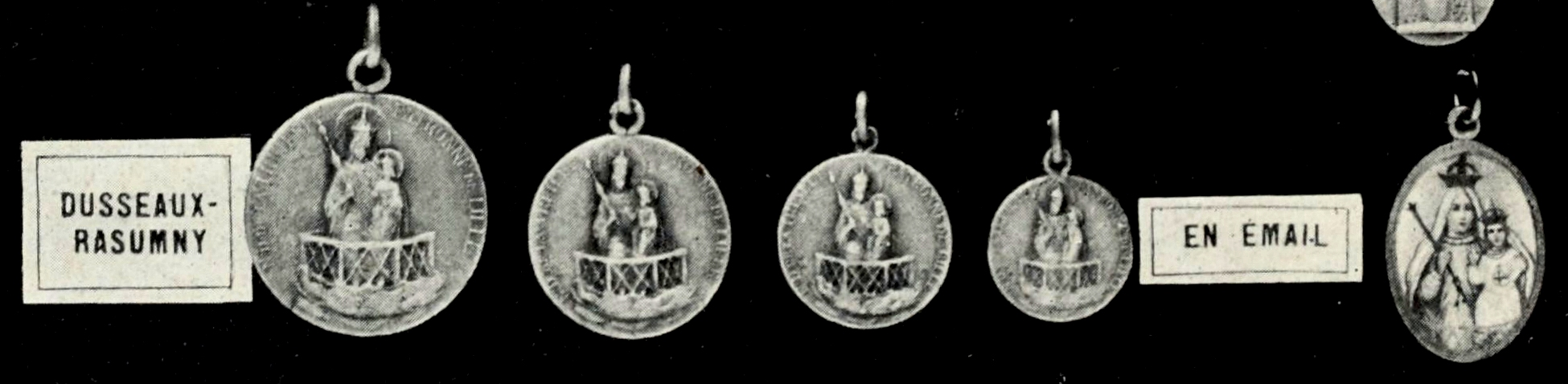
Serie medailles van de Heilige Maagd, 1909
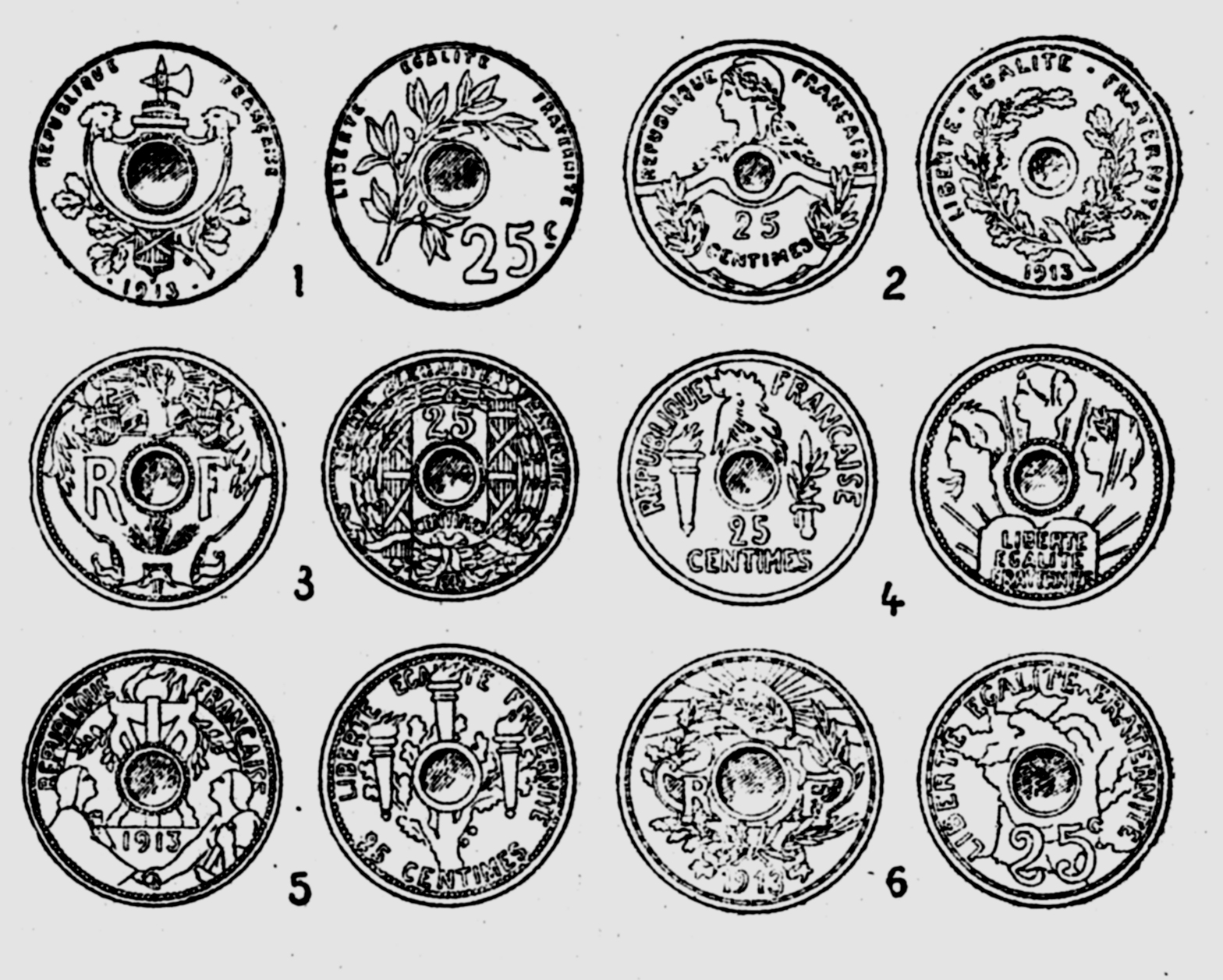
Nikkelvaluta, la Croix, 26-09-1913
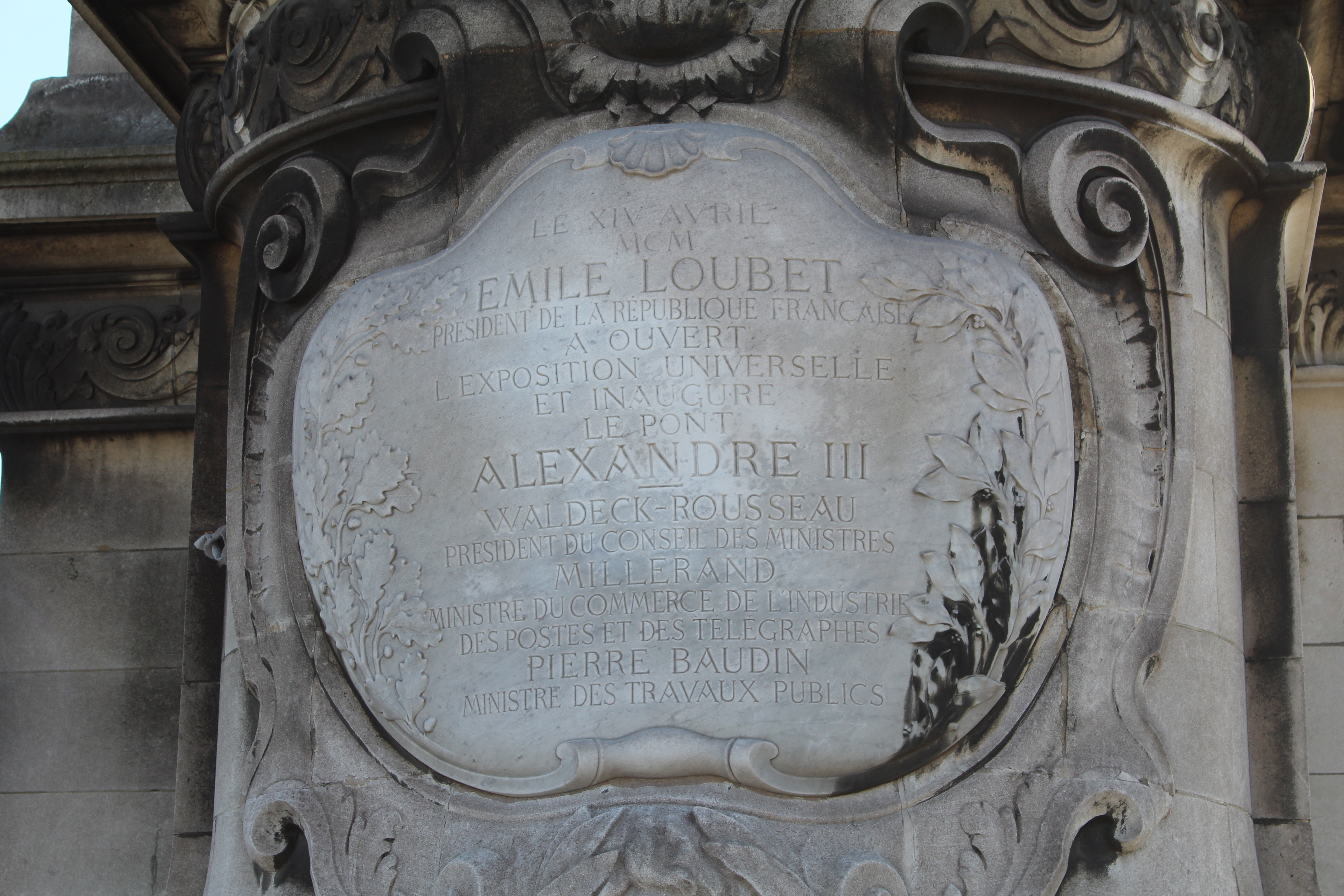
Inscription Inauguration Pont Alexandre III

## Vermeldingen in de Staatscourant
In de Franse staatscourant (Journal officiel de la République française) wordt zijn naam meerdere keren genoemd.
- 1891, hij is dan net 22, een vermelding honorable in de afdeling Gravure en médailles et sur pierres fines.
- 1900, zilveren medaille in de afdeling Gravure en médailles et sur pierres fines.
- 1906, aankoop van de staat van een plaquette.
- 1907, aanstelling als officier d'Académie.
- 1912, benoeming tot officier van openbaar onderwijs (Officier de l'instruction publique).
- 1914, aankoop van plaquette Diana.
- 1933 ontving hij een der hoogste onderscheidingen van Frankrijk als ridder in de Nationale orde van het Legioen van Eer (Ordre national de la Légion d'honneur).

## Wetenswaardigheden
- In 1900 werden in opdracht van L'Hebdomadaire illustré in het bedrijf Maison Piel frères een aantal sieraden (hoedenspeld, dasspeld, broche en bedelmedaille) vervaardigd in zilver, ontworpen door Rasumny. Wie een jaarabonnement op het blad nam, kreeg een van deze sieraden naar keuze.[6]
- In 1913 was Rasumny een van de kunstenaars die deelnemen aan de wedstrijd die werd gehouden voor de keuze van de nieuwe nikkelvaluta.[7]